# Судова реформа в Російській імперії (1864)
Судова реформа 1864 р. в Російській імперії — одна з ліберально-демократичних реформ, проведених в 60—70 рр. XIX ст. в Російській імперії. Впроваджена судовими статутами від 20 листопада 1864 р. Серед її важливих нововведень — запровадження чіткої, однакової для всіх частин імперії системи судів, прийняття нових судових статутів, що закріплювали демократичні принципи судівництва , впровадження інститутів мирових судів, присяжних повірених (адвокатури) та суду присяжних тощо. Крім безпосередньо суду було реформовано судове слідство, прокуратуру, нотаріат, створено стан (верству) присяжних повірених (адвокатуру).
Судоустрій і судочинство, запроваджені 1864 р., були суттєво змінені в ході судової контрреформи 1889 р., але в основному зберігалися на територіях Російської імперії аж до встановлення радянської влади.

## Передумови та підготовка судової реформи

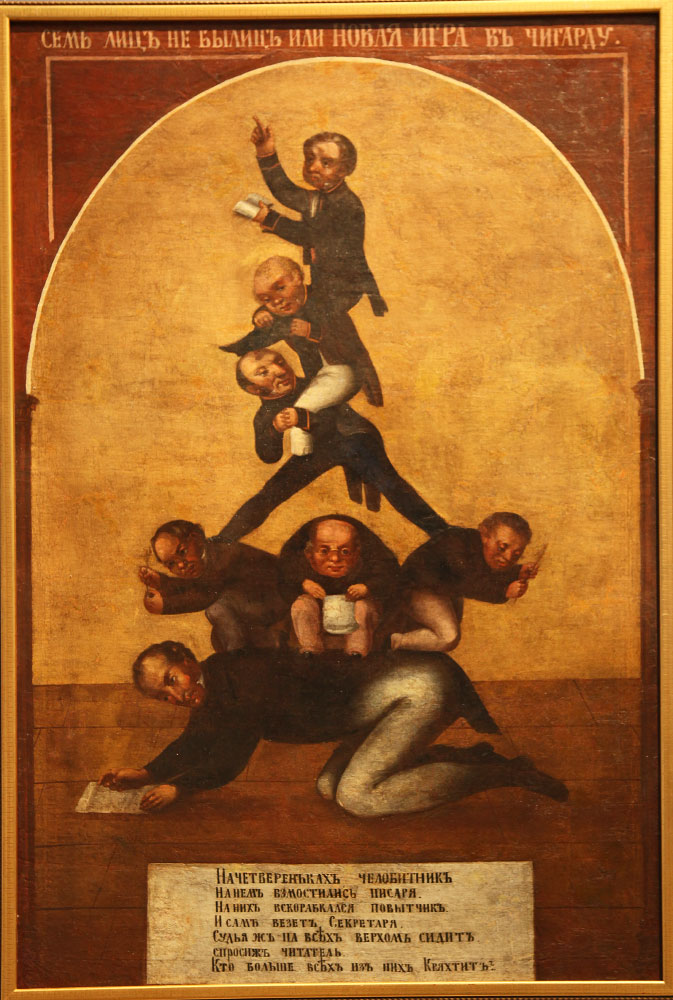
Карикатура 1850-х рр., що зображує дореформену судову систему Російської імперії

Судова система Російської імперії першої половини XIX ст. являла собою настільки занедбане і навіть жалюгідне видовище, що навіть консервативна російська еліта розуміла необхідність її реформування. Організація судів та відправлення судочинства в Росії на початку XIX ст. відбувалася ще за законодавством часів Петра І та Катерини ІІ («Установлення про губернії» 1775 р.). Усвідомлюючи архаїчність такого становища, імператор Олександр І 1803 року доручив відомому реформатору, графу М. М. Сперанському розробити проєкт перетворень законодавства про судоустрій і зміни до процесуальних законів. Сперанським була підготовлена «Записка про устрій судових та урядових установ в Росії 1803 р.», але її положення, щодо змін по судовій частині так і не були втілені в життя через протидію прихильників консервативних порядків (вельмож катерининських часів). А вже в березні 1812 року М. Сперанський був відправлений у заслання в м. Перм.
Справа реформування російської судової системи за імператора Олександра І та його наступника Миколи І так і не зрушила з місця.
Для дореформеного суду була характерна множинність судових установ, складність і заплутаність процесуальних процедур, неможливість часом визначити коло справ, які мають розглядатися в тому або іншому суді. Як наслідок, справи нескінченно перекочовували з одного суду в інший, часто повертаючись у першу інстанцію, звідкіля знову починали довгий шлях нагору, що нерідко тривало десятиліттями. У щорічному звіті за 1842 р. міністр юстиції В. Панін констатував, що розгляд окремих справ тривав десятками років і навіть досягав 28 років з їх початку. Ще однією бідою дореформеного правосуддя було хабарництво. Це типове для усіх ланок державного апарату явище набуло у судочинстві настільки небувалих розмірів, що його змушені були визнавати навіть найпалкіші захисники консервативних порядків. Переважна більшість судових чиновників розглядала свою посаду як джерело наживи та безцеремонним чином вимагала хабарів від усіх, хто звертався в суд.
Сенатор та письменник К. Н. Лебедєв 1847 року писав про сучасне йому російське правосуддя: 
| "людина", котра пізнала російське правосуддя, "може захворіти та збожеволіти, настільки воно огидно погане" [6]. Оригінальний текст (рос.) "человек", узнавший российское правосудие, "может заболеть и помешаться, так оно отвратительно дурно". |
Більш вдалими виявилися спроби реформувати суди й судочинство в часи Олександра II. Судову реформу, як і інші перетворення Олександра II, пов'язують із загальною кризою російського суспільства першої половини XIX ст., котра особливо поглибилась після поразки Росії в Кримській війні. Деякі сучасники судової реформи також пов'язували її зі скасуванням кріпосного права. Найбільш визнаний авторитет з історії судової реформи, один з її творців С. І. Зарудний писав в автобіографічних замітках:

| "Якби в 1861 році не відбулося за волею Самодержця Всеросійського звільнення селян з землею, то в жодному разі не були б затверджені 20 листопада 1864 року Судові Статути. За кріпосного права по суті не було необхідності в справедливому суді. Справжніми суддями були тоді тільки поміщики; над ними панував вищий свавільний суд. Поміщики не могли йому не коритися; але в їх руках зосереджувалася влада над більшістю народонаселення. Селяни розправлялись з поміщиками судом Лінча. Після 19 лютого і вищі наші сановники стали свідомими того, що з’явилась невідкладна необхідність в суді скорому і справедливому"[7]. |
Тісний зв'язок між скасуванням кріпосного права та судовою реформою зауважували окрім С. І. Зарудного та Г. А. Джаншиєва також інші дослідники — Е. М. Берендтс, О. В. Яковлєв тощо.
За дорученням імператора влітку 1857 р. II Відділенням імператорської канцелярії у Державну Раду був представлений проєкт Статуту цивільного судочинства, до якого прикладалася розлога (149 друкованих аркушів) пояснювальна записка начальника ІІ Відділення графа Д. М. Блудова, датована 8 червня.
У «Записці» пропонувалися повна ліквідація станових судів, відділення судової влади від адміністративної, усунення поліції від провадження слідства, заснування мирових судів.
З 1857 по 1861 р. в ІІ-му відділенні імператорської канцелярії складено було 14 проєктів, що стосувалися судоустрою і судочинства, як кримінального, так і цивільного.
Однак консервативні проєкти перетворень Блудова не були сприйняті ліберальною частиною російської еліти (брат імператора Костянтин Миколайович, князь П. Д. Долгорукий та князь Д. О. Оболенський). 23 жовтня 1861 р. імператор звелів утворити при державній канцелярії комісію для вилучення «головних основних начал» з проєктів графа Блудова.
Ключові фігури судової реформи 1864 р. в Російській імперії
В підготовчих законодавчих роботах Комісії, Найвище затвердженої для робіт по перетворенню судової частини взяли найактивнішу участь таємний радник при державній канцелярії О. М. Плавський, виконувач обов'язків статс-секретаря Державної ради С. І. Зарудний, оберпрокурор загального зібрання московських департаментів Сенату М. А Буцковський, виконувач обов'язків статс-секретаря Державної ради М. І. Стояновський, оберсекретар загального зібрання московських департаментів Сенату К. П. Побєдоносцев та московський губернський прокурор Д. О. Ровінський.
У подальшому вдосконаленні проєкту Статуту цивільного судочинства та інших проєктів законів, котрі стосувалися судової реформи (проєкту Положення про судоустрій від 12 листопада 1859 та проєкт Статуту по злочинах і проступках, тобто Кримінального процесуального кодексу від 10 грудня 1859), відіграв значну роль помічник секретаря Державної Ради  В. П. Буткова  С. І. Зарудний. «Батько» і «душа» судової реформи С. І. Зарудний в 1862 р. був призначений головою відділення цивільного судочинства комісії для складання проєктів судових статутів, але він спрямовував роботу не лише відділення цивільного судочинства, а й інших відділень комісії (відділення кримінального судочинства (голова М. А. Буцковський) та відділення судоустрою (голова  О. М. Плавський)) і фактично очолював комісію.
Комісія опрацювала «Основні положення перетворення судової частини в Росії» Найвище затвердженні імператором 29 вересня 1862 р. та підготувала проєкти судових установлень (статутів), які Олександр II підписав 20 листопада 1864 р.
Судові статути, підписані Олександром II, включали чотири закони:
- Заснування судових установ[лень] (рос. Учреждение судебных установлений);
- Статут цивільного судочинства;
- Статут кримінального судочинства;
- Статут про покарання, що накладаються мировими суддями[14]. Ці закони прийнято називати судовими статутами 1864 року.

В Іменному Указі Олександра II Урядуючому Сенату від 20 листопада 1864 року про опублікування Судових Статутів зазначалося:
| "Роглянувши ці проекти, Ми вважаємо, що вони вповні відповідають бажанню Нашому впровадити в Росії суд скорий, правий, милостивий і рівний для всіх підданих наших, піднести судову владу, дати їй належну самостійність і узагалі утвердити в народі Нашому ту повагу до закону, без якої неможливий суспільний добробут і яка має бути постійним керівником дій всіх і кожного, від вищого до нижчого." [15][16]. Оригінальний текст (рос.) "Рассмотрев сии проекты, Мы находим, что они вполне соответствуют желанию Нашему водворить в России суд скорый, правый, милостивый и равный для всех подданных наших, возвысить судебную власть, дать ей надлежащую самостоятельность и вообще утвердить в народе Нашем то уважение к закону, без коего невозможно общественное благосостояние и которое должно быть постоянным руководителем действий всех и каждого, от высшего до низшего. " |

## Судоустрій за статутами 1864 р

### Дореформений судоустрій
Потрібно згадати печальну картину дореформеного суду,  щоби зрозуміти  з яким ентузіазмом зустрінуто  було  судове перетворення.  Хабарі, кляуза, судова тяганина та потурання сильним світу цього панували  в тодішньому судочинстві.
Як зазначалося, до вступу на престол Олександра ІІ питання судоустрою і судочинства в імперії регламентувалися в основному законодавством часів Петра I та Катерини II з незначними пізнішими змінами.
Установленням про губернії були створені станові судові й адміністративні органи, котрі перебували під контролем намісників та губернаторів. Реформами Катерини II суд кримінальний та суд цивільний були відділені один від одного.
Установлення про губернії ввело всюди одноманітний судовий устрій, однаковий порядок справочинства в судах, впорядковану організацію судових інстанцій.
Склад суддівського корпусу був досить низького рівня, судді отримували мізерну винагороду за відправлення правосуддя. Вони знаходились в повному підпорядкуванні губернської адміністрації та були матеріально не забезпечені. За влучним висловлюванням міністра внутрішніх справ С. С. Ланського, в Росії «адміністрація їздила на юстиції та часто дивилась на судову владу як на установу від неї залежну».
. 
| "Все трималося на секретарі, він і був звершувачем справи, він писав журнали, а інші члени якщо й з’являлися до суду, то тільки для підпису їх"[21][22]. Оригінальний текст (рос.) "Все зиждилось на секретаре, он и был вершителем дела, он писал журналы, а прочие члены если и являлись в суд, то только для подписи оных". |

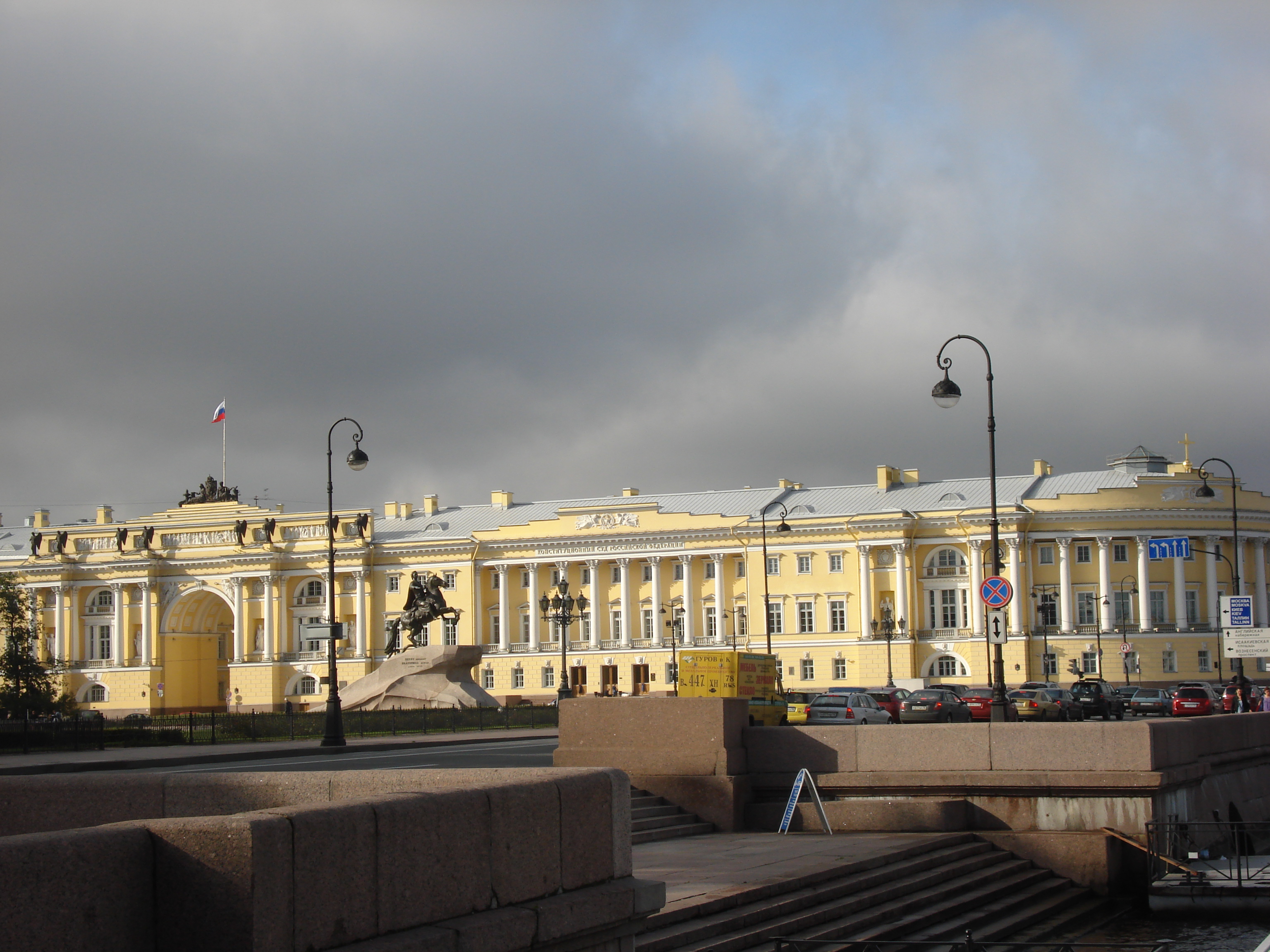
Будівля Урядуючого Сенату в Петербурзі

 Судовий розгляд справи відбувався в трьох інстанціях. Перша та друга інстанції були різними для різних суспільних верств. Згідно з Установленням про губернії судами першої інстанції були повітові суди, городові магістрати, нижні розправи. Наступною інстанцією були верхні земські суди, губернські магістрати, верхні розправи. Ще вище стояли палати цивільного й кримінального суду, Сенат (департаменти і Загальні Збори); число інстанцій скоротилося за Павла І у зв'язку з ліквідацією верхніх земських судів (1796), верхніх розправ та губернських магістратів, але незабаром кількість інстанцій знову зросла через заснування Державної Ради, куди стали переходити судові справи з Сенату для остаточного вирішення. Крім перерахованих судів Установлення 1775 р. створило земські суди в повітах, на які покладалися поліцейські, судово-поліцейські та слідчі функції, а в більших містах з тією ж метою вводилися управи благочинства.
Крім того існували різні спеціалізовані суди (торгові (в тому числі й комерційні), церковні, військові, межові контори тощо). Окремі категорії справ розглядали словесні суди (в тому числі торгові словесні суди) та сирітські суди. У сільській місцевості діяли совісні суди, котрі мирили сторони (позовників) по совісті, не вдаючись до формальної юридичної процедури.
В українських губерніях у першій половині XIX ст. існували різні судові системи, які склалися історично.
На Півдні і в Слобідській Україні (Харківська, Херсонська, Катеринославська і Таврійська губернії) діяла загальноросійська судова система. Судами першої інстанції були станові суди: земські (у повітах для дворян і селян), магістратські та ратушні (у містах для міщан). Земські суди розглядали цивільні позови, і кримінальні справи, проводили слідство, виконували рішення і вироки; вони діяли у складі земського справника та кількох засідателів. Судом другої інстанції був губернський суд у складі палат кримінального та цивільного суду. У губерніях також діяли совісні суди (розглядали правопорушення осіб з психічними розладами, неповнолітніх та родичів), надвірні суди (цивільні та кримінальні справи осіб без громадянства та станової належності, в тому числі чиновників і військових, які тимчасово перебували у місті по службових справах. Такі суди не були обов'язковою ланкою судової системи).
У 1808 р. в Одесі був створений комерційний суд у складі голови, 4 членів і юрисконсульта. Він розглядав позови міських та іногородніх купців, купецькі договори, справи осіб інших станів, пов'язаних з комерцією. Остаточним було рішення суду у справах, сума позову яких не перевищувала 500 крб. На початку 30-х років XIX ст. такі суди з'явилися майже в усіх містах Причорномор'я.
На Правобережній Україні (Київська, Подільська та Волинська губернії) функціонували: повітові суди (голова, два підсудки-асесори, писар-нотар, чотири возних, тобто судових виконавців); підкоморські (підкоморій та коморники, вирішували межові спори); магістратські (бурмистр, ратмани-райці) та ратушні (війт, лавники). Цю систему очолював Головний суд у Києві, який складався з департаментів цивільних і кримінальних справ і був найвищою апеляційною інстанцією.
У Полтавській та Чернігівській губерніях судами першої інстанції були повітові та підкоморські суди за аналогією з Правобережжям. Але апеляційною інстанцією для них був Генеральний суд у Чернігові, який теж складався з цивільного й кримінального департаментів. Його очолював генеральний суддя та два радники, призначені урядом. До нього також входили обрані дворянами п'ять засідателів. Згодом Головний та Генеральний суди реформували в судові палати цивільних та кримінальних справ. Вищою судовою інстанцією був Урядуючий Сенат в Петербурзі.

### Судоустрій і загальна структура судового відомства за статутами 1864р.

#### Введення нових судових статутів

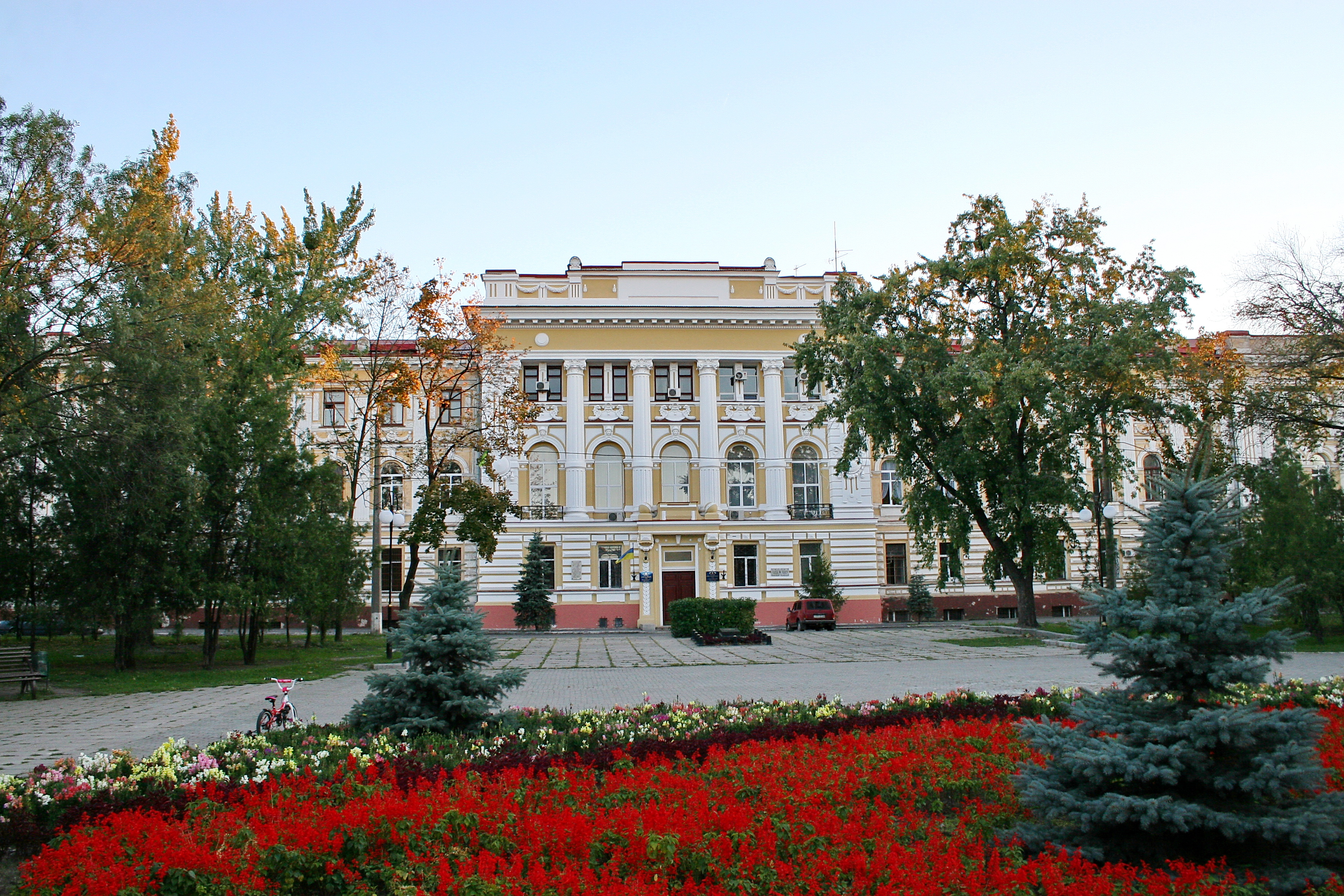
Будівля судових установ у Харкові, в якій розташовувалися Харківський окружний суд та Харківська судова палата. Сучасне фото

19 жовтня 1865 року Олександр II Найвище затвердив Положення про введення в дію Судових статутів, а 17 квітня 1866 р. — з відкриттям нових судів у Санкт-Петербурзі (й 23 квітня 1866 року в Москві) — статути були введені в дію й почалося їх застосування на практиці.
В Указі від 19 жовтня 1865 року планувалося поширення судових статутів на територію всієї імперії впродовж чотирьох років. У дійсності ж процес затягнувся на 33 роки (1866–1899), причому при введенні статутів в багатьох місцевостях були допущені суттєві відхилення від початкових планів їх запровадження.
Перші нові суди (після Санкт-Петербурга та Москви) були відкриті 1866 року в Санкт-Петербурзькій, Новгородській, Псковській, Московській, Володимирській, Калузькій, Рязанській, Тверській, Тульській, та Ярославській губерніях.
В 1899 році також з суттєвими відхиленнями судові статути були впровадженні в Середній Азії (Акмолинська, Закаспійська, Самаркандська, Семипалатинська, Семиріченська, Сир-Дар'їнська, Тургайська, Уральська і Ферганська області) та в північній частині Вологодської губернії, після чого і був повністю завершений процес поширення Судових статутів 1864 року.
В українських губерніях першим судовим округом, заснованим 1867 р. на основі нових Судових статутів, був Харківський, діяльність якого поширювалася на Харківську, Курську, Орловську і Воронезьку губернії. 1868 року засновано Одеський судовий округ, до якого віднесено Херсонську, Катеринославську, Таврійську, Подільську губернії та Бессарабську область. 1880 року засновано округ Київської судової палати, територія якого включала Київську, Чернігівську, Волинську та Могильовську губернії.
Нові судові установи були стрижнем судової реформи 1864 р. Проте, реформоване судове відомство, робота якого очолювалася і спрямовувалася міністерством юстиції, включало в себе не лише загальні та мирові суди, але й також прокуратуру, судових слідчих, судових приставів, кандидатів на судові посади, нотаріусів та присяжних повірених. Кожна з цих ланок судового відомства мала свій статус, Урядуючий Сенат формально залишався незалежним органом верховної влади.
Предмети відання і межі влади судових місць, а також права і обов'язки прокурорів, котрі перебувають при судових місцях, і інших чинів судового відомства визначалися статутами судочинства цивільного та кримінального.

#### Мирові судді та з'їзди мирових суддів
Судовими статутами 1864 р. створено загальні та мирові судові установи, котрі замінили складну і заплутану систему дореформених судів.
Заснування судових установ передбачало, що влада судова належить: мировим суддям, з'їздам мирових суддів, окружним судам, судовим палатам і урядуючому сенату як верховному касаційному суду (ст. 1).
За задумом С. І. Зарудного, котрий особливо підтримував запровадження мирових судів в Росії, мировий суд, розташований на недалекій відстані від позовників (рос. тяжущихся), має розглядати маловажні (дрібні) цивільні й кримінальні справи, які потребують швидкого вирішення на місці. Отож, мировий суд — це місцевий судовий державний орган обмеженої юрисдикції, який розглядає та вирішує малозначні справи за спрощеною процедурою. Термін «мировий» походить від поняття «мир» в значенні «порядок», «спокій».
Згідно з порядком обрання та призначення мирових суддів (глава ІІ-га розділу Першого Заснування судових установ) в мирові судді можуть бути обраними ті з місцевих жителів, котрі мають 25 повних років (1), отримали середню чи вищу освіту або склали відповідний іспит та працювали не менше 3-х років на посадах, що дають змогу набути практичних навичок з провадження судових справ (2), мають майновий ценз, вдвічі більший від того, який дає право брати участь у виборах гласних в повітові земські установи (3).
Мировими суддями не могли бути особи, що перебувають під слідством чи судом, а також ув'язнені в тюрму, чи піддані більш суворому покаранню і не виправдані судовими вироками; виключені зі служби рішенням суду, з дворянських зібрань рішеннями цих зібрань; особи, оголошені неплатоспроможними боржниками; особи, котрі перебувають під опікою за марнотратство. Священнослужителі не могли брати на себе обов'язків мирового судді чи обов'язків почесного мирового судді. Мирові судді у місцевостях, де були запроваджені земські установи (а це головним чином центральна Росія), обиралися строком на три роки на повітових земських зборах. А в столицях і в Одесі — міськими думами. На окраїнах, зокрема й в Київській, Подільській, Волинській губерніях і в чорноморській області вони призначалися міністром юстиції, безстроково.
Окрім власне мирових суддів (праця котрих оплачувалася із земського бюджету) були ще й почесні мирові судді, які здійснювали судово-мирову діяльність безоплатно.
Мировим суддям були підсудні незначні кримінальні справи, за вчинення яких закон передбачав покарання у вигляді догани, зауваження, втовкмачення (рос. внушение), грошові стягнення не більше 300 рублів, арешт до 3-х місяців та ув'язнення в тюрму не строк до 1-го року. Мировим суддям були підсудні справи про невиконання законів, розпоряджень, вимог, постанов урядової й поліцейської влади, про образу поліцейських і інших службовців адміністративних і судових органів; справи про порушення пристойності (благочиння) під час богослужіння (ст. 33 Статуту кримінального судочинства).
У цивільних справах мировим суддям були підсудні позови на суму не вище 500 рублів.
Мировий суддя при відправленні правосуддя був одягнений у формений мундир та мав знак розрізнення з написом «мировий суддя» і вказівкою на дату введення мирових установ (20 листопада 1864).
Мирові судді перебувають по повітах і по містах. Повіт із містами, що є в ньому складає мировий округ (ст. 12 Заснування судових установ). Мировий округ розподіляється на мирові дільниці (ст. 14). У кожній мировій дільниці перебуває мировий суддя, а також почесний мировий суддя/почесні мирові судді (ст. 15—16).
Справи у судах мирової юстиції могли розглядатись у трьох інстанціях: мировий суддя (один або частіше декілька на повіт) — з'їзд мирових суддів відповідного судово-мирового округу (апеляційна інстанція) — сенат (касаційна інстанція).
Збори як почесних, так і дільничних мирових суддів кожного мирового округу складають вищу мирову інстанцію, що іменується з'їздом мирових суддів. У цьому з'їзді головує один з мирових суддів за власним їх вибором (ст. 17 Заснування судових установ).

#### Окружні суди
Окружні суди засновувалися в судових округах, котрі територіально охоплювали декілька повітів однієї або кількох губерній та/або декілька губерній. В українських губерніях було в середньому по два окружних суди на губернію (наприклад, у Волинській губернії Житомирський та Луцький окружні суди, у Харківській — Харківський та Сумський окружні суди (у 1868–1898 рр. працював також Ізюмський окружний суд)).
Окружний суд як суд першої інстанції розглядав і вирішував по суті усі цивільні та кримінальні справи, крім справ, які процесуальним законом були віднесені до підсудності:
1) мирових суддів;
2) судових палат;
3) совісних судів;
4) церковних (духовних) судів;
5) спеціалізованих судів (комерційних, військових, військово-морських).
Інстанційність у загальних судах була такою: окружні суди (один на декілька повітів) — судові палати (апеляційна інстанція; судовий округ судової палати охоплював декілька окружних судів) — сенат (касаційна інстанція).
Професійні судді окружних судів і судових палат (інколи їх називали коронними суддями) призначалися на посаду імператором довічно, тобто на засадах незмінюваності суддів.
На початку XX ст. в імперії було 106 окружних судів і 14 судових палат. На території округів Харківської, Київської та Одеської судових палат було створено 25 окружних судів (див. таблицю нижче). «Батьки» судової реформи пояснювали таку судово-територіальну структуру поєднанням мирової і загальної юстиції, а також нестачею кваліфікованих юристів для створення загальних судів в кожному повіті. При такій структурі все повітове начальство не тільки по табелю про ранги, але й за реальним статусом було позбавлено можливості чинити на суддів який-небудь вплив. Відповідно, і судді другої інстанції позбавлялися від тиску на них з боку губернської бюрократії.
| Назва судової палати     | Поширення юрисдикції (найменування окружних судів)                                                                 |
| ------------------------ | --- |
| Харківська судова палата | Харківський, Воронезький, Катеринославський, Курський, Лубенський, Орловський, Острогозький, Полтавський, Сумський |
| Одеська судова палата    | Одеський, Вінницький, Єлисаветградський, Кам'янець-Подільський, Кишинівський, Сімферопольський, Херсонський        |
| Київська судова палата   | Київський, Житомирський, Луцький, Могильовський, Ніжинський, Стародубський, Уманський, Черкаський, Чернігівський   |

Прерогатива утворення окружних судів та судових палат належала імператору, котрий видавав з цього питання Найвищий (іменний) Указ. Організаційна структура й штатна чисельність конкретного суду визначалась в т. зв. Особливому наказі (рос. Особый наказ такого то окружного суда), що затверджувався загальним зібранням відповідної судової установи. До штату окружного суду входили: голова суду, товариш голови, члени суду, секретарі, помічники секретарів, архіваріус, судові пристави, прокурор, секретар при прокурорі, товариші прокурора, судові слідчі, старший нотаріус. Крім того, при суді перебували кандидати на судові посади, нотаріуси, розсильні, присяжні повірені. Окружний суд поділявся на відділення (цивільні та кримінальні), кількість яких визначалася кількістю справ, які надходили до суду.
Для забезпечення гарантій правосуддя до особи професійного судді законодавство пред'являло низку вимог. Кандидат на посаду судді повинен був досягти двадцяти п'яти років (ст. 205 Заснування судових установ), мати російське підданство (ст. 200 Заснування судових установ), а також певні моральні якості (мав бути неопорочений судовим вироком, не перебувати під слідством та судом за злочини й проступки, котрі тягнуть тюремне ув'язнення чи більш строге покарання; не могла бути також суддею також особи, виключені зі служби по суду або з духовного відомства за пороки чи із середовища товариств і дворянських зібрань за вироками тих станів, до яких вони належать. Також не могли бути суддями оголошені неспроможними боржниками або такі, що перебувають під опікою за марнотратство — ст. 201 Заснування судових установ). До того ж необхідною умовою для зайняття посад по судовому відомству (в тому числі й суддівської посади) закон передбачав наявність юридичної освіти, тобто атестат університету чи іншого вищого навчального закладу про закінчення курсу юридичних наук (ст. 202 Заснування судових установ).
Крім атестата закон вимагає ще попередньої практичної підготовки від особи, котра бажає бути призначеною суддею. Так членом окружного суду могла бути призначена особа, що не менше трьох років прослужила по судовому відомству у званні не нижче секретаря окружного суду (ст. 203); членом окружного суду міг також бути призначений присяжний повірений, якщо він впродовж 10-ти років перебував у цьому званні (ст. 204 Заснування судових установ).

#### Судові палати
В ході реалізації судової реформи вся територія імперії була поділена не тільки на судові округи з окремим окружним судом, але й також на округи судових палат, що об'єднували кілька окружних судів. На початок XX ст. було 14 судових палат: Санкт-Петербурзька, Московська, Харківська, Одеська, Казанська, Саратовська, Київська, Віленська, Варшавська, Новочеркаська, Тифліська, Іркутська, Омська, Ташкентська. Палати були апеляційною інстанцією щодо рішень та вироків окружних судів. Нормативній регламентації організації та діяльності судових палат присвячена глава III Заснування судових установ (ст. ст. 110–113). Статтею 110 Заснування судових установ передбачалося, що судова палата засновується в кожному окрузі, котрий складається з декількох губерній та областей, за особливим розкладом. Іншими положеннями згаданого Закону було врегульовано, що судова палата (як і окружний суд) розділяється на департаменти, кожен з яких складається з голови і визначеного штатами числа членів департаменту.
Судові палати мали наступну компетенцію:
- перевіряли судові акти (рішення та вироки) судів нижчого рівня (окружних) в апеляційному порядку;
- розглядали звіти голів окружних судів (щорічні) про діяльність відповідних окружних судів;
- розглядали по першій інстанції кримінальні справи про злочини визначених категорій, віднесені до їх відання Статутом кримінального судочинства (державні злочини, злочини терористичної спрямованості, тяжкі службові злочини тощо);
- вирішували спори про підсудність між окружними судами їх округів, згідно зі ст. ст. 231–235 Статуту кримінального судочинства[42].

#### Урядуючий Сенат
Урядуючий Сенат — найстаріша державна установа Російської імперії, заснована ще Петром I 22 лютого 1711 р. Компетенція Сенату неодноразово і суттєво змінювалася за тривалий час його існування. Судова реформа 1864 вплинула на структуру і напрями діяльності Сенату, сприяла перетворенню його у верховний касаційний суд та орган нагляду за діяльністю чинів державної служби. В міру введення судових статутів 1864 р. апеляційні департаменти Сенату, розташовані в Москві (6-й, 7-й і 8-й департаменти) були зліквідовані (1871), теж саме відбулося і з варшавськими (9-й і 10-й) департаментами (1876); місцем розташування Урядуючого Сенату став виключно С. — Петербург.
Після введення судових статутів у 1866 р. були засновані два касаційних департаменти (кримінальний та цивільний), а в 1872 р. — Особливе присутствіє для суду в державних злочинах і в справах про протизаконні товариства (надзвичайний вищий політичний суд в імперії). У 1884 р. був заснований 2-й, так званий «селянський», департамент — вищий апеляційний і касаційний суд для селянських станових органів (совісних судів) та органів нагляду за ними.
У 1885 р. при Сенаті створено Вище дисциплінарне присутствіє для розгляду злочинів і проступків чинів судового відомства.
У 1898 р. 4-й і 5-й апеляційні департаменти і Межовий департамент, котрі збереглися ще з дореформених часів, були об'єднані в єдиний Судовий департамент для розгляду виключно судових справ, що надходили до Сенату із старих судових місць (тобто тих, що існували до судової реформи і не були зліквідовані після її впровадження).

#### Прокуратура
Прокуратура в Російській імперії була запроваджена ще в часи Петра І, Указом від 12 січня 1722 р. "Про обов'язки сенатських членів, про засідання президентів військових колегій, іноземної і Берг-колегій в Сенаті, про буття при Сенаті генерал і оберпрокурорам, рекетмейстеру, екзекутору і геральдмейстеру, а в кожній колегії по прокурору … ". Після запровадження міністерств (1802) Указом Олександра І було визначено, що міністр юстиції є одночасно і Генерал-Прокурором (тобто очолює систему органів прокуратури імперії).
В ході підготовки судової реформи (1862) російську прокуратуру було реформовано за французьким зразком. Прокуратура стала не тільки обвинувальною стороною в кримінальному процесі, але разом з тим контрольним органом урядової влади, зобов'язаним наглядати за правильним застосуванням закону судовими установами. Тобто зміст прокурорської діяльності розпадався на законоохоронну (наглядову) і обвинувальну (кримінальне переслідування). За судовими статутами прокуратура позбавлялася функції загального нагляду, компетенція прокурорів обмежувалася справами «судового відомства»: вони здійснювали державне обвинувачення в судах і нагляд за діяльністю поліції і судових слідчих. Посади прокурорів засновувалися при загальних судах усіх рівнів. За необхідності прокурори могли брати участь у розгляді справ в мирових судах. Правовою основою діяльності прокуратури у цей час були прийняті Державною Радою Основні положення про прокуратуру (1862) та процесуальне законодавство (судові статути).

#### Судові слідчі
Указом від 8 червня 1860 р. в імперії було введено інститут судових слідчих, а дізнання і досудове слідство були вилучені з відання поліції і передані до судів. За реформою 1864 р. судовий слідчий був членом окружного суду, він провадив процесуальні дії під керівництвом прокурора окружного суду і повинен був виконувати законні вимоги останнього. Слідчий мав своїм завданням зібрати матеріали для обвинувачення особи у вчиненні злочину і передати їх прокурору для складання обвинувального акта. У разі висновку слідчого про невинуватість певної особи, він повинен був звернутися до окружного суду з поданням про закриття кримінальної справи відносно такої особи.

#### Судові пристави
Судові пристави перебували при судах усіх рівнів. Їх завданням було вручення учасникам процесу повісток і судових документів, а також вчинення всіх дій, необхідних для виконання судових рішень. За необхідності судові пристави могли звертатися за сприянням до поліції. Пристави були об'єднані у самоврядні корпорації, по округах судових палат, котрі (корпорації) солідарно відповідали за шкоду від неправомірних дій своїй членів і мали дисциплінарну владу. При вступі на посаду пристави вносили заставу. Пристави отримували жалування, їх дії додатково оплачувалися за особливою таксою тими, в чию користь вони вчинялися.

#### Нотаріуси
Нотаріуси перебували при окружних судах, але у разі необхідності могли працювати не тільки у місті де був окружний суд, але і в будь-якому місті в межах судового округу. При самому окружному суді був нотаріальний архів, за яким були закріплені старший нотаріус та нотаріус(и). Нотаріуси засвідчували вірність різного роду актів. Старші нотаріуси вели кріпосні книги (реєстри правочинів з нерухомістю) чим забезпечували державну реєстрацію прав на нерухомість.
У своїй діяльності нотаріуси керувалися Тимчасовим Положенням про нотаріальну частину, затвердженим 14 квітня 1866 р.. Положення отримало силу Закону, воно увійшло до складу судових статутів. Положення містило 217 статей, 41 з яких присвячена устрою нотаріальної частини.
Положення передбачало вимоги до кандидатів на посаду нотаріуса. Це повинен був бути російський підданий, що досяг 21-річного віку, незаплямований судом і вільний від занять на державній чи громадській службі. Для зайняття посади нотаріуса необхідно було внести заставу, призначену для забезпечення відшкодування збитків, спричинених професійною діяльністю нотаріуса. У процесі здійснення професійної діяльності, нотаріус повинен був до застави додавати частину плати за вчинення нотаріальних дій. Особа, котра претендувала на зайняття посади нотаріуса мала пройти випробування на предмет вміння правильно викладати нотаріальні акти, знання форм нотаріального провадження, цивільних законів і різних статутів, необхідних для вчинення нотаріальних дій. Випробування проводилося головою окружного суду, старшим нотаріусом і прокурором.
Нотаріуси призначались і звільнялись старшим головою судової палати за поданням голови окружного суду. При вступі на посаду нотаріус складав присягу в публічному засіданні окружного суду. Звільненню з посади нотаріус підлягав за рішенням суду, крім випадків, коли він припиняв професійну діяльність за власним бажанням.

#### Присяжні повірені
Для сприяння здійсненню прав і законних інтересів сторін у цивільному та кримінальному судочинстві реформою 1864 року засновувалася адвокатура (присяжні повірені). Правовому статусу присяжних повірених було присвячено розділ ІІ глави IX Заснування судових установ. Згідно ст. 353 цього акта присяжні повірені перебувають при судових місцях для заняття за вибранням і дорученням позовників, обвинувачених і інших учасників справи, а також за призначенням в певних випадках радою присяжних повірених і голів судів.
Для вступу в число присяжних повірених бажаючий (кандидат) мав подати прохання про це до ради присяжних повірених при відповідній судовій палаті, приклавши до прохання документи, необхідні для засвідчення того, що кандидат задовольняє умовам вступу в присяжні повірені (ст. 379). Присяжними повіреними могли бути особи, які досягли 25-річного віку (крім іноземців, неспроможних боржників, державних службовців, осіб обмежених судом в правах стану та священників, позбавлених сану духовним судом, осіб, які перебувають під слідством, виключених зі слідства по суду або з дворянських зібрань рішеннями цих зібрань, осіб, яким судом було заборонено представляти чужі інтереси та осіб, раніше виключених з числа судових повірених), які мають атестати університетів чи інших вищих навчальних закладів про закінчення курсу юридичних наук, якщо вони до того ж прослужили не менше п'яти років по судовому відомству на таких посадах, при виконанні яких могли набути практичних відомостей по провадженню судових справ, чи, також не менше п'яти років перебували кандидатами на посади по судовому відомству, або ж займалися судовою практикою під керівництвом присяжних повірених як помічників останніх (ст. ст. 354–355 Заснування судових установ).

## Відзначення ювілеїв судової реформи 1864 року

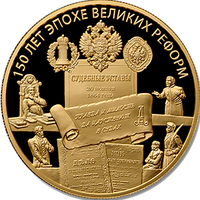
Ювілейна монета Центрального Банку Росії присвячена 150-річчю судової реформи (реверс); золото, номінал 1 000 рублів.

Серед юридичної громадськості як старої, так і теперішньої Росії стало звичним відзначення ювілеїв судової реформи (ювілеїв введення судових статутів). Як правило, таке відзначення супроводжується організацією юридичними вищими навчальними закладами та різними державними і громадськими юридичними установами тематичних конференцій, урочистих зібрань, публікацією ювілейних видань тощо.
Вже з нагоди 25-річного ювілею реформи відомий дослідник її історії Г. А. Джаншиєв видав спеціальну монографію (Джаншиев Г. А. Основы судебной реформы: (К 25-летию нового суда): Историко-юридические этюды / [соч.] Гр. Джаншиева. — М.: Тип. М. П. Щепкина, 1891. — XVI, 364, 52 с.).
На ознаменування 50-ї річниці судових статутів з'явилося кілька ювілейних наукових праць, серед яких:
- Судебная реформа / Под ред. Н. В. Давыдова и Н. Н. Полянского; При ближайшем участии М. Н. Гернета, А. Э. Вормса, Н. К. Муравьева и А. Н. Паренаго. — М. : Объединение, 1915 (В 2-х тт).
- Судебные уставы 20 ноября 1864 г. за пятьдесят лет / В 2-х тт. и дополн. том. — Пг., 1914.
- Кони А. Ф. Судебные уставы 1864 года. — Пг., 1914.
- Кони А. Ф. Отцы и дети судебной реформы: (К пятидесятилетию судеб. уставов). 1864 — 20 ноября — 1914. — М.: Издательство Сытина, 1914.
- Малиновский И. А. Война и суд (по поводу юбилея судебной реформы 1864 года) // Варшавские университетские известия. — Год 1915. (перевидання: Малиновский И. А. Война и суд (по поводу юбилея судебной реформы 1864 года) / Под редакцией и с предисловием В. А. Попелюшко. — Острог: Издательство Национального университета «Острожская академия», 2012. — 32 с.).
- Хмельницкий И. А. Судебная реформа в ее деятелях (К 50-летию «Судебных Уставов»). — Одесса: Тип. С. О. Розенштрауха, 1915. — 34 c.

До 75-річного ювілею реформи правознавцями-емігрантами в Сербії було видано спеціальну брошуру (75-летие судебных уставов Императора Александра II. 20 ноября 1864–1939 гг. — Белград, 1939.).
Особливо широко відзначалося 150-річчя судової реформи (листопад 2014 р.). Вищими навчальними закладами та іншими установами РФ було проведено велику кількість науково-практичних конференцій та інших заходів присвячених цій події.
Центральний банк Росії з нагоди річниці випустив золоту ювілейну монету «Учреждение Судебных Установлений от 20 ноября 1864 года».

### Законодавство
- Короткий викладъ изъ устава 20 ноября 1864 года объ уголовнімъ суді для южно-руськихъ крестянъ. — Катеринослав, 1866 — С. 41
- Полное собрание законов Российской Империи. — Собр. ІІ, т.XXXIX, отд. ІІ. — Спб., 1867. (на сайті Російської державної бібліотеки)

### Дослідження

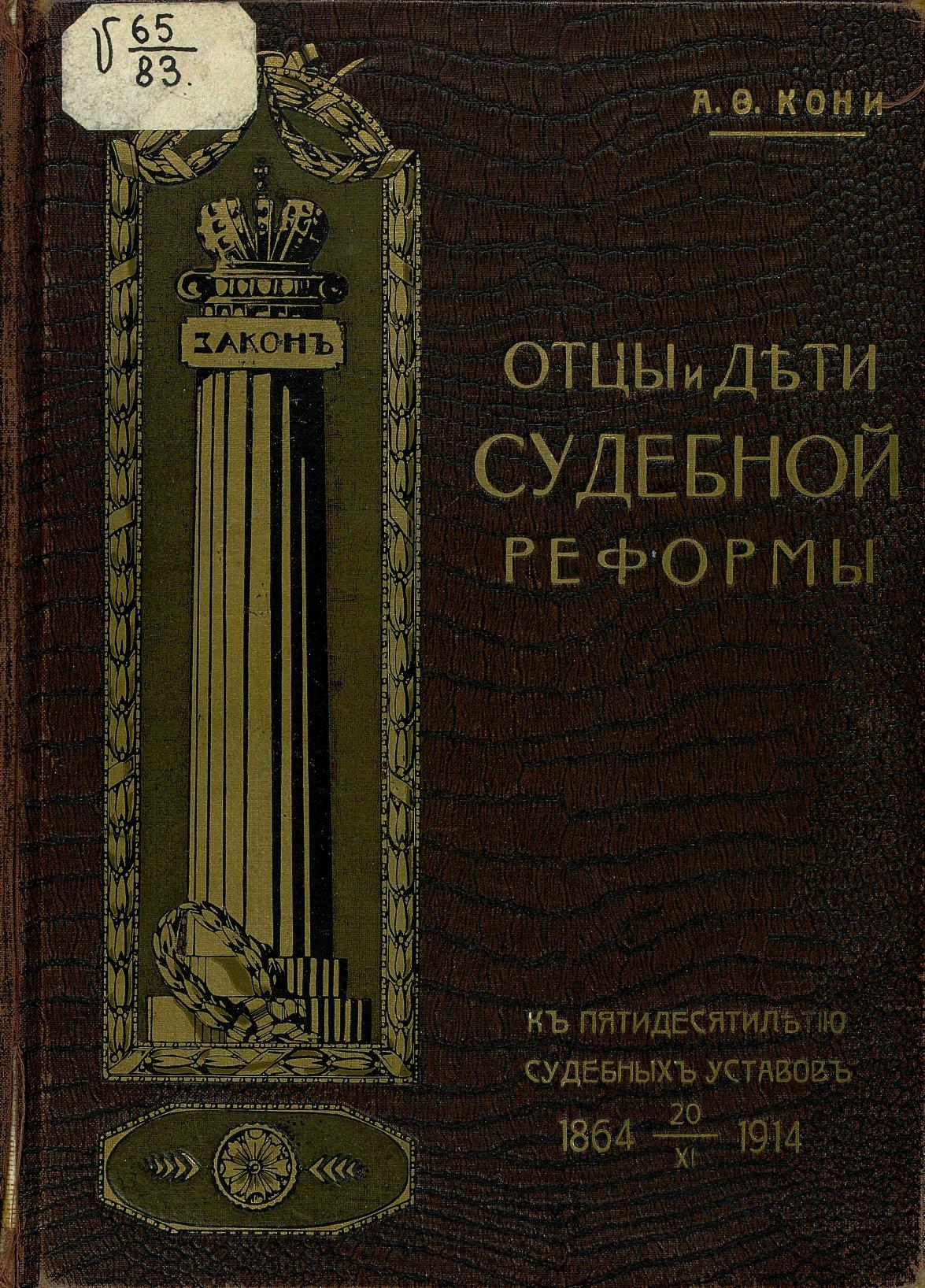
Обкладинка книги «Батьки та діти судової реформи» відомого судового діяча А. Ф. Коні, присвяченої 50-річчю судових статутів.

- Чехович В. А. Судова реформа 1864 // Юридична енциклопедія: В 6-ти тт. — Т. 5: Н — П. — К., 2003. — С. 702.
- Шандра В. С. Судова реформа 1864 // Енциклопедія історії України: Т. 9: Прил. — С / Редкол.: В. А. Смолій (голова) та ін. НАН України. Інститут історії України. — К.: Видавництво «Наукова думка», 2012. — С. 891–892.
- Судова реформа та контрреформа // в книзі: Історія державності на землях України: Експериментальний підручник// За загальною ред. Бандурки О. М., Ярмиша О. Н. — Х.: ТОВ «Одіссей», 2004. — С. 260–262.
- Самойленко О. О. Реалізація судової реформи 1864 р. на теренах України: етапи і проблеми // Часопис Київського університету права. — 2011. — № 4. — C. 23—27.
- Колмаков Н. М. Записка о судебной реформе в Западном крае вообще и в частности в Киевской губернии. — К.: Тип. М. П. Фрица, 1872. — 32 с.
- Блинов И. А. Судебная реформа 20 ноября 1864 г.: историко-юридический очерк / [соч.] Ив. Блинова. — Пг. : Сенат. тип., 1914. — 234 с.
- Российское законодательство Х — XX веков. Том 8. Судебная реформа. — М.: Юридическая литература, 1991. — 496 c.
- Коротких М. Г. Судебная реформа 1864 года в России. — Воронеж: Изд-во ВГУ, 1994. — 240 с. (більш старе видання: Коротких М. Г. Самодержавие и судебная реформа 1864 года в России. Воронеж: Издательство Воронежского университета, 1989. — 185 c.)
- Щербина П. Ф. Судебная реформа 1864 года на Правобережной Украине. — Львов: Издательство «Вища школа» при Львовском государственном университете, 1974. — 184 с.
- Щегловитов И. Г. Влияние иностранных законодательств на составление Судебных Уставов от 20 ноября 1864 года. — Петроград: Издание Т-ва И. Д. Сытина, 1915. — 70 с.
- Буцковский Н. А. Очерки судебных порядков по уставам 20 ноября 1864 года. — С-Петербург: типография Скарятина, 1874. — 614 с.
- Смирнова Я. Б. Становление и развитие института мировых судей в России в свете судебной реформы 1864 года. Диссертация на соискание ученой степени кандидата юридических наук. Специальность: 12.00.01 — теория и история права и государства; история правовых учений. — Ставрополь: СевКавГТУ, — 2003. — 204 с.
- Попова А. Д. «Правда и милость да царствуют в судах» (Из истории реализации судебной реформы 1864 г.). — Рязань: Поверенный, 2005. — 312 c.
- Шахрай С. М., Краковский К. П. Суд скорый, правый, милостивый и равный для всех: К 150-летию Судебной реформы в России. — М.: Кучково поле, 2014. − 536 с.
- Репринти дореволюційних видань, присвячених судовій реформі 1864 р. на сайті «Суд присяжных».

### Додаткова література
- Курас Т. Л. Иркутская судебная палата: история создания и общая характеристика (1897 – февраль 1917 гг.) // Известия ИГУ. Серия история. — 2016. — Том 16. — С. 151 — 161. (link 1 & link 2)
- Татьяна Карчаева, Анна Жулаева, Михаил Северьянов. Судебный нотариат и нотариусы Енисейской губернии в 1897–1917 гг.
- Левчук Ю. М. Київська судова палата в державному механізмі Російської імперії (1880–1917): історико-правове дослідження. Дисертація ... 12.00.01 – теорія та історія держави і права; історія політичних і правових учень. – Харківський національний університет імені В. Н. Каразіна, Харків, 2018. (link 1)
- Шевченко Н. В. Розвиток нотаріату на Півдні України (1866–1917 рр.). – Дисертація на здобуття наукового ступеня кандидата історичних наук (доктора філософії) за спеціальністю 07.00.01 «Історія України» (032 – Історія та археологія). – Чорноморський національний університет імені Петра Могили. — Миколаїв, 2019.
- Рум’янцев В. О. Сергій Іванович Зарудний і судова реформа 1864 року // Вісник Національної академії правових наук України. — 2016. — № 1. — С. 57 — 65. (link 1)
- Марасанова В. М. Потеря импульса судебной реформы 1864 года в отражении документов Ярославского и Рыбинского окружных судов // Научно-технические ведомости Санкт-Петербургского государственного политехнического университета. Сер.: Гуманитарные и общественные науки. – 2016. – № 4 (255). С. 9  — 18. (additional direct link)
- Андрейченко Л.С. Отдельные вопросы реализации судебной реформы 1864 года // Вестник Казанского юридического института МВД России. 2017. Т. 7, № 3. С. 29 — 36.
- Деревскова В.М. Пространственно-временные проблемы реализации судебной реформы 1864 г. // Сибирский юридический вестник. 2014. № 4. С. 21-27
- Краковский К. П. Судебная реформа 1864 г.: значение и историко-правовые оценки // Журнал российского права. — 2014. — № 12.
- Станишевская Л. П. Устав гражданского судопроизводства как символ судебной реформы 1864 г. // Вестник Белорусского государственного экономического университета. - 2015. - № 6. - С. 110-116.
- Довнар Т.И. Судебная реформа 1864
- Хрестоматия по истории государства и права СССР. Дооктябрьский период. Под редакцией Ю. П. Титова, О. И. Чистякова.
- Олександр Биркович (Биркович О. І.). Особливості впровадження судової реформи 1864 р. на Наддніпрянщині // Knowledge, Education, Law, Management. 2020. № 4 (32), vol. 1. – S. 163 — 168.

## Відео
- Карпачев М. Д. Лекция «Судебная реформа 1864 г» //  YouTube.com
- Павел Кудюкин. «Судебная реформа 1864 года, её механизмы и значение». Лекция //  YouTube.com